# Chakra (intérprete de JScript)
ChakraCore es un intérprete de JScript desarrollado por Microsoft para su navegador web Internet Explorer 9. Una característica distintiva de la versión de 32 bits del motor es que «compila scripts en modo JIT en un núcleo separado del procesador, paralelo al navegador». El intérprete también es capaz de acceder a la unidad de procesamiento gráfico (GPU), particularmente para gráficos 3D y vídeo.
El 8 de marzo de 2011, Microsoft publicó una tabla de resultados mostrando que la versión de 32 bits de Internet Explorer 9 (usando la versión actual de Chakra) era más rápida que Safari, Opera, Chrome y Firefox (con TraceMonkey). Adrian Kingsley-Hughes, un escritor para ZDNet, concluyó que Chrome 10, Internet Explorer 9 (32-bit), y Firefox 4 estaban «muy parejos... Microsoft ha trabajado duro en IE, tomándolo de ser el más lento del conjunto a uno de los más rápidos. En pocas palabras, realmente no creó que el rendimiento de JavaScript sea un problema más, y desde luego en el mundo real es difícil ver la diferencia entre los navegadores».
En diciembre de 2015 Microsoft anunció que publicará como software libre los principales componentes de su interpretador de JavaScript bajo licencia MIT. Chakra soporta la mayor parte del estándar ECMAScript 2015 junto con algunos elementos opcionales.